# Jacob Pasteur
Jacob Pasteur (ur. 5 czerwca 2002 w Westminster) – amerykański siatkarz, reprezentant kraju, grający na pozycji przyjmującego.
Posiada licencjat z administracji biznesowej.

## Rozegrane mecze Jacoba Pasteura we francuskiejMarmara SpikeLigue w sezonie 2024/2025[6]
| Rozegrane mecze      | Rozegrane mecze                                    | Rozegrane mecze                                    | Roz. sety                                          | Punkty                                             | Zagrywka                                           | Zagrywka                                           | Zagrywka                                           | Przyjęcie                                          | Przyjęcie                                          | Przyjęcie                                          | Przyjęcie                                          | Atak                                               | Atak                                               | Atak                                               | Atak                                               | Atak                                               | Blok                                               | MVP                                                |          |
| Kolejka              | Wynik                                              | Przeciwnik                                         | Roz. sety                                          | Punkty                                             | Suma                                               | SP                                                 | As                                                 | Suma                                               | SP                                                 | %dokł                                              | %perf                                              | Suma                                               | SP                                                 | AZ                                                 | ZPA                                                | %perf                                              | Blok                                               | MVP                                                |          |
| -------------------- | -------------------------------------------------- | -------------------------------------------------- | -------------------------------------------------- | -------------------------------------------------- | -------------------------------------------------- | -------------------------------------------------- | -------------------------------------------------- | -------------------------------------------------- | -------------------------------------------------- | -------------------------------------------------- | -------------------------------------------------- | -------------------------------------------------- | -------------------------------------------------- | -------------------------------------------------- | -------------------------------------------------- | -------------------------------------------------- | -------------------------------------------------- | -------------------------------------------------- | -------- |
| 1.                   | 2:3                                                | Tourcoing LM                                       | 3                                                  | 6                                                  | 7                                                  | 2                                                  | 0                                                  | 15                                                 | 0                                                  | 73%                                                | 33%                                                | 12                                                 | 5                                                  | 0                                                  | 4                                                  | 33%                                                | 2                                                  |                                                    |          |
| 2.                   | 0:3                                                | Alterna Stade Poitevin                             | 3                                                  | 0                                                  | 11                                                 | 3                                                  | 0                                                  | 13                                                 | 2                                                  | 38%                                                | 23%                                                | 5                                                  | 1                                                  | 1                                                  | 0                                                  | 0%                                                 | 0                                                  |                                                    |          |
| 3.                   | 3:1                                                | AS Cannes VB                                       | 4                                                  | 23                                                 | 14                                                 | 6                                                  | 0                                                  | 33                                                 | 2                                                  | 61%                                                | 9%                                                 | 35                                                 | 3                                                  | 2                                                  | 21                                                 | 60%                                                | 2                                                  |                                                    |          |
| 4.                   | 3:1                                                | Tours VB                                           | 3                                                  | 9                                                  | 8                                                  | 4                                                  | 1                                                  | 17                                                 | 1                                                  | 59%                                                | 12%                                                | 15                                                 | 2                                                  | 2                                                  | 7                                                  | 47%                                                | 1                                                  |                                                    |          |
| 5.                   | 0:3                                                | Montpellier HSC VB                                 | 2                                                  | 4                                                  | 5                                                  | 3                                                  | 0                                                  | 13                                                 | 2                                                  | 31%                                                | 15%                                                | 12                                                 | 1                                                  | 1                                                  | 4                                                  | 33%                                                | 0                                                  |                                                    |          |
| 6.                   | Chaumont VB 52 Haute-Marne pauzowało w tej kolejce | Chaumont VB 52 Haute-Marne pauzowało w tej kolejce | Chaumont VB 52 Haute-Marne pauzowało w tej kolejce | Chaumont VB 52 Haute-Marne pauzowało w tej kolejce | Chaumont VB 52 Haute-Marne pauzowało w tej kolejce | Chaumont VB 52 Haute-Marne pauzowało w tej kolejce | Chaumont VB 52 Haute-Marne pauzowało w tej kolejce | Chaumont VB 52 Haute-Marne pauzowało w tej kolejce | Chaumont VB 52 Haute-Marne pauzowało w tej kolejce | Chaumont VB 52 Haute-Marne pauzowało w tej kolejce | Chaumont VB 52 Haute-Marne pauzowało w tej kolejce | Chaumont VB 52 Haute-Marne pauzowało w tej kolejce | Chaumont VB 52 Haute-Marne pauzowało w tej kolejce | Chaumont VB 52 Haute-Marne pauzowało w tej kolejce | Chaumont VB 52 Haute-Marne pauzowało w tej kolejce | Chaumont VB 52 Haute-Marne pauzowało w tej kolejce | Chaumont VB 52 Haute-Marne pauzowało w tej kolejce | Chaumont VB 52 Haute-Marne pauzowało w tej kolejce |          |
| 7.                   | 3:0                                                | Saint-Nazaire VBA                                  | 3                                                  | 15                                                 | 17                                                 | 2                                                  | 4                                                  | 20                                                 | 2                                                  | 40%                                                | 10%                                                | 20                                                 | 3                                                  | 2                                                  | 9                                                  | 45%                                                | 2                                                  |                                                    |          |
| 8.                   | 3:1                                                | Plessis Robinson VB                                | 4                                                  | 22                                                 | 15                                                 | 7                                                  | 1                                                  | 33                                                 | 2                                                  | 36%                                                | 27%                                                | 27                                                 | 1                                                  | 1                                                  | 20                                                 | 74%                                                | 1                                                  |                                                    |          |
| 9.                   | 3:0                                                | Centurions Narbonne                                | 3                                                  | 9                                                  | 12                                                 | 3                                                  | 2                                                  | 12                                                 | 2                                                  | 83%                                                | 0%                                                 | 10                                                 | 2                                                  | 0                                                  | 7                                                  | 70%                                                | 0                                                  |                                                    |          |
| 10.                  | 3:1                                                | Paris Volley                                       | 2                                                  | 0                                                  | 3                                                  | 1                                                  | 0                                                  | 0                                                  | 0                                                  | -                                                  | -                                                  | -                                                  | -                                                  | -                                                  | -                                                  | -                                                  | 0                                                  |                                                    |          |
| 11.                  | 3:1                                                | Arago de Sète                                      | 2                                                  | 5                                                  | 5                                                  | 2                                                  | 0                                                  | 11                                                 | 0                                                  | 73%                                                | 45%                                                | 9                                                  | 0                                                  | 2                                                  | 4                                                  | 44%                                                | 1                                                  |                                                    |          |
| 12.                  | 1:3                                                | Nice VB                                            | 4                                                  | 14                                                 | 10                                                 | 0                                                  | 0                                                  | 39                                                 | 6                                                  | 44%                                                | 18%                                                | 27                                                 | 1                                                  | 5                                                  | 13                                                 | 48%                                                | 1                                                  |                                                    |          |
| 13.                  | 3:1                                                | Spacer’s de Toulouse                               | Nie grał                                           | Nie grał                                           | Nie grał                                           | Nie grał                                           | Nie grał                                           | Nie grał                                           | Nie grał                                           | Nie grał                                           | Nie grał                                           | Nie grał                                           | Nie grał                                           | Nie grał                                           | Nie grał                                           | Nie grał                                           | Nie grał                                           | Nie grał                                           | Nie grał |
| 14.                  | 3:0                                                | Alterna Stade Poitevin                             | Nie grał                                           | Nie grał                                           | Nie grał                                           | Nie grał                                           | Nie grał                                           | Nie grał                                           | Nie grał                                           | Nie grał                                           | Nie grał                                           | Nie grał                                           | Nie grał                                           | Nie grał                                           | Nie grał                                           | Nie grał                                           | Nie grał                                           | Nie grał                                           | Nie grał |
| 15.                  | 3:2                                                | AS Cannes VB                                       | 2                                                  | 2                                                  | 4                                                  | 0                                                  | 1                                                  | 10                                                 | 1                                                  | 40%                                                | 10%                                                | 5                                                  | 0                                                  | 0                                                  | 1                                                  | 20%                                                | 0                                                  |                                                    |          |
| 16.                  | 1:3                                                | Tours VB                                           | 3                                                  | 4                                                  | 6                                                  | 2                                                  | 1                                                  | 9                                                  | 1                                                  | 56%                                                | 44%                                                | 7                                                  | 1                                                  | 0                                                  | 3                                                  | 43%                                                | 0                                                  |                                                    |          |
| 17.                  | 3:0                                                | Tourcoing LM                                       | 1                                                  | 0                                                  | 1                                                  | 1                                                  | 0                                                  | 0                                                  | 0                                                  | -                                                  | -                                                  | 0                                                  | 0                                                  | 0                                                  | 0                                                  | -                                                  | 0                                                  |                                                    |          |
| 18.                  | 3:0                                                | Saint-Nazaire VBA                                  | 2                                                  | 9                                                  | 3                                                  | 2                                                  | 0                                                  | 10                                                 | 0                                                  | 70%                                                | 10%                                                | 11                                                 | 2                                                  | 2                                                  | 6                                                  | 55%                                                | 3                                                  |                                                    |          |
| 19.                  | Chaumont VB 52 Haute-Marne pauzowało w tej kolejce | Chaumont VB 52 Haute-Marne pauzowało w tej kolejce | Chaumont VB 52 Haute-Marne pauzowało w tej kolejce | Chaumont VB 52 Haute-Marne pauzowało w tej kolejce | Chaumont VB 52 Haute-Marne pauzowało w tej kolejce | Chaumont VB 52 Haute-Marne pauzowało w tej kolejce | Chaumont VB 52 Haute-Marne pauzowało w tej kolejce | Chaumont VB 52 Haute-Marne pauzowało w tej kolejce | Chaumont VB 52 Haute-Marne pauzowało w tej kolejce | Chaumont VB 52 Haute-Marne pauzowało w tej kolejce | Chaumont VB 52 Haute-Marne pauzowało w tej kolejce | Chaumont VB 52 Haute-Marne pauzowało w tej kolejce | Chaumont VB 52 Haute-Marne pauzowało w tej kolejce | Chaumont VB 52 Haute-Marne pauzowało w tej kolejce | Chaumont VB 52 Haute-Marne pauzowało w tej kolejce | Chaumont VB 52 Haute-Marne pauzowało w tej kolejce | Chaumont VB 52 Haute-Marne pauzowało w tej kolejce | Chaumont VB 52 Haute-Marne pauzowało w tej kolejce |          |
| 20.                  | 3:0                                                | Centurions Narbonne                                | 3                                                  | 13                                                 | 9                                                  | 3                                                  | 0                                                  | 17                                                 | 1                                                  | 53%                                                | 6%                                                 | 22                                                 | 1                                                  | 3                                                  | 13                                                 | 59%                                                | 0                                                  |                                                    |          |
| 21.                  | 2:3                                                | Spacer’s de Toulouse                               | 4                                                  | 8                                                  | 8                                                  | 3                                                  | 1                                                  | 17                                                 | 1                                                  | 47%                                                | 18%                                                | 17                                                 | 3                                                  | 1                                                  | 6                                                  | 35%                                                | 1                                                  |                                                    |          |
| 22.                  | 3:1                                                | Montpellier HSC VB                                 | 2                                                  | 2                                                  | 4                                                  | 2                                                  | 0                                                  | 10                                                 | 0                                                  | 50%                                                | 30%                                                | 6                                                  | 3                                                  | 0                                                  | 2                                                  | 33%                                                | 0                                                  |                                                    |          |
| 23.                  | 3:2                                                | Paris Volley                                       | 3                                                  | 9                                                  | 7                                                  | 4                                                  | 0                                                  | 22                                                 | 1                                                  | 32%                                                | 14%                                                | 18                                                 | 1                                                  | 1                                                  | 9                                                  | 50%                                                | 0                                                  |                                                    |          |
| 24.                  | 3:0                                                | Plessis Robinson VB                                | 3                                                  | 8                                                  | 11                                                 | 3                                                  | 0                                                  | 17                                                 | 1                                                  | 71%                                                | 35%                                                | 8                                                  | 1                                                  | 0                                                  | 6                                                  | 75%                                                | 2                                                  |                                                    |          |
| 25.                  | 0:3                                                | Nice VB                                            | 2                                                  | 3                                                  | 2                                                  | 0                                                  | 0                                                  | 4                                                  | 0                                                  | 75%                                                | 25%                                                | 10                                                 | 1                                                  | 2                                                  | 2                                                  | 20%                                                | 1                                                  |                                                    |          |
| 26.                  | 3:0                                                | Arago de Sète                                      | 3                                                  | 15                                                 | 9                                                  | 1                                                  | 0                                                  | 16                                                 | 1                                                  | 81%                                                | 13%                                                | 24                                                 | 5                                                  | 2                                                  | 14                                                 | 58%                                                | 1                                                  |                                                    |          |
| Mecze ćwierćfinałowe |                                                    |                                                    |                                                    |                                                    |                                                    |                                                    |                                                    |                                                    |                                                    |                                                    |                                                    |                                                    |                                                    |                                                    |                                                    |                                                    |                                                    |                                                    |          |
| 1.                   | 3:2                                                | Spacer’s de Toulouse                               | Nie grał                                           | Nie grał                                           | Nie grał                                           | Nie grał                                           | Nie grał                                           | Nie grał                                           | Nie grał                                           | Nie grał                                           | Nie grał                                           | Nie grał                                           | Nie grał                                           | Nie grał                                           | Nie grał                                           | Nie grał                                           | Nie grał                                           | Nie grał                                           | Nie grał |
| 2.                   | 3:1                                                | Spacer’s de Toulouse                               | 3                                                  | 11                                                 | 9                                                  | 2                                                  | 0                                                  | 15                                                 | 0                                                  | 60%                                                | 13%                                                | 24                                                 | 2                                                  | 1                                                  | 11                                                 | 46%                                                | 0                                                  |                                                    |          |
| 3.                   | 3:0                                                | Spacer’s de Toulouse                               | 1                                                  | 0                                                  | 0                                                  | 0                                                  | 0                                                  | 2                                                  | 1                                                  | 50%                                                | 0%                                                 | 0                                                  | 0                                                  | 0                                                  | 0                                                  | -                                                  | 0                                                  |                                                    |          |
| Mecze półfinałowe    |                                                    |                                                    |                                                    |                                                    |                                                    |                                                    |                                                    |                                                    |                                                    |                                                    |                                                    |                                                    |                                                    |                                                    |                                                    |                                                    |                                                    |                                                    |          |
| 1.                   | 1:3                                                | Alterna Stade Poitevin                             | 1                                                  | 1                                                  | 1                                                  | 0                                                  | 0                                                  | 2                                                  | 1                                                  | 0%                                                 | 0%                                                 | 3                                                  | 0                                                  | 1                                                  | 1                                                  | 33%                                                | 0                                                  |                                                    |          |
| 2.                   | 0:3                                                | Alterna Stade Poitevin                             | 2                                                  | 8                                                  | 6                                                  | 2                                                  | 0                                                  | 13                                                 | 2                                                  | 31%                                                | 8%                                                 | 15                                                 | 2                                                  | 1                                                  | 8                                                  | 53%                                                | 0                                                  |                                                    |          |
| Razem                | Razem                                              | 26                                                 | 68                                                 | 200                                                | 187                                                | 58                                                 | 11                                                 | 370                                                | 30                                                 | 52%                                                | 17%                                                | 342                                                | 41                                                 | 30                                                 | 171                                                | 41%                                                | 18                                                 | 3                                                  |          |

## Sukcesy klubowe
Mistrzostwa MIVA Conference:
- 2023[7], 2024[8]

## Sukcesy reprezentacyjne
Puchar Panamerykański:
- 2024[9]
- 2021[10], 2022[11]